# Восточный Тироль

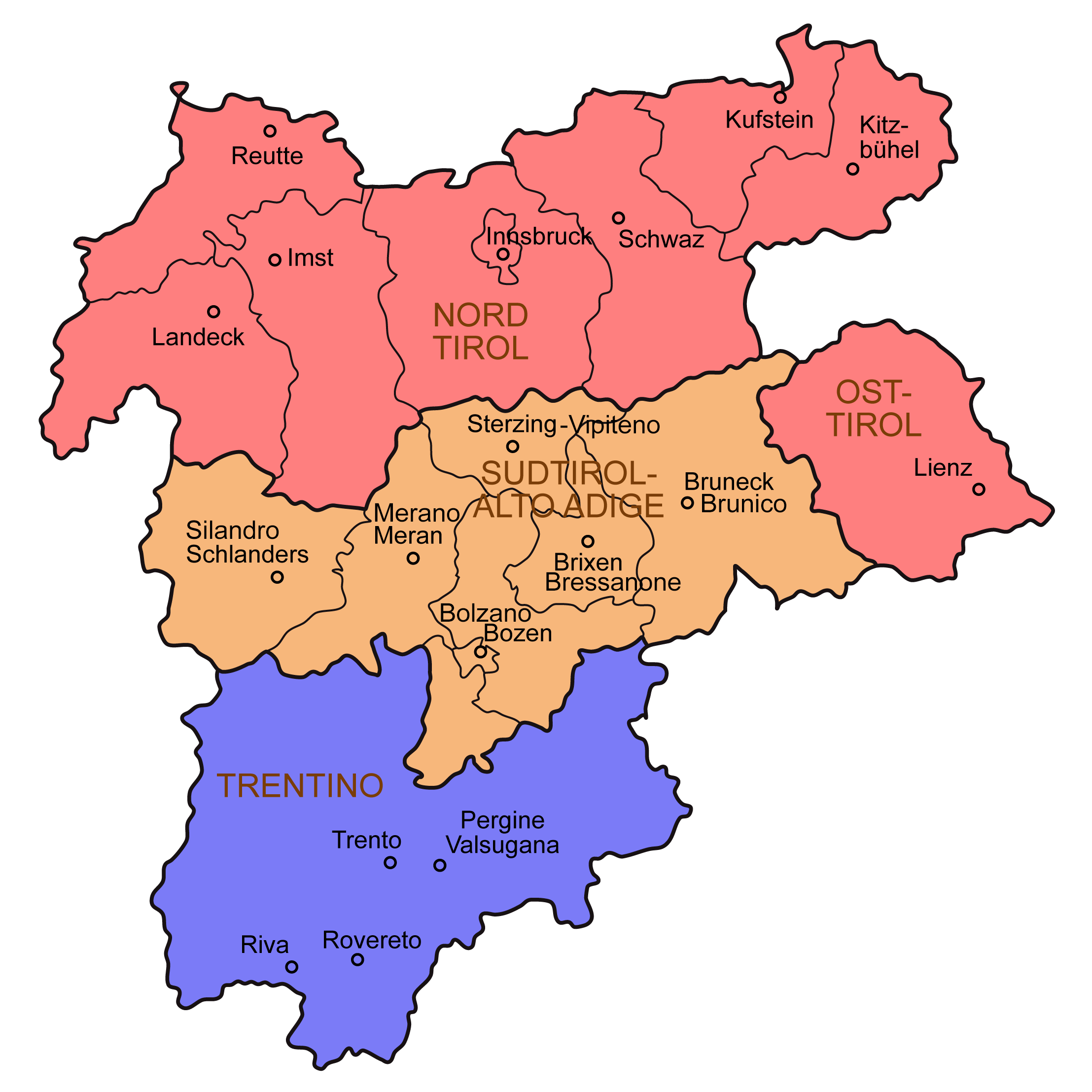
Раздел Тироля:
Австрийский Тироль (северный и восточный)
Больцано (Италия)
Тренто (Италия)

Восто́чный Тиро́ль (нем. Osttirol) — эксклав в австрийской земле Тироль, не имеющий общих границ с Северным Тиролем. Земля оказалась разделённой на две части по Сен-Жерменскому мирному договору 1919 года. После Первой мировой войны Австрия передала Италии Южный Тироль — территории Трентино и Альто-Адидже.
Восточный Тироль граничит с австрийскими землями Каринтия и Зальцбург, а также с итальянскими провинциями Больцано (область Трентино-Альто-Адидже) и Беллуно (область Венеция). Его столица — город Лиенц. Округ Лиенц составляет всю территорию Восточного Тироля.